# نمذجة الأنظمة من وولفرام
برنامج نمذجة الأنظمة من وولفرام Wolfram System Modeler ، الذي طورته شركة وولفرام ماث.كور Wolfram MathCore، هو منصة للنمذجة والمحاكاة الهندسية كما تستخدم أيضا في علوم الحياة، وهي مبنية على لغة البرمجة موديليكا . وهو يعطيك بيئة برمجية رسومية للنمذجة والمحاكاة مع مجموعة من مكتبات المكونات الخاصة.
1. 1 2 3 4 5 6 7  وصلة مرجع: https://reference.wolfram.com/system-modeler/UserGuide/FileFormats.html. الوصول: 1 أبريل 2024.
2. 1 2 3  وصلة مرجع: https://reference.wolfram.com/system-modeler/UserGuide/SimulationCenterExportingPlots.html. الوصول: 1 أبريل 2024.